# Rupert Brabner
Pour les articles homonymes, voir Brabner.
Rupert Arnold Brabner, né à Epping le 29 octobre 1911 et mort en mer à proximité des Açores le 27 mars 1945, est un homme politique et banquier britannique, et l'un des as de l'aviation de la Royal Navy durant la Seconde Guerre mondiale.

## Biographie
Il est éduqué à l'école Felsted (en) dans l'Essex, puis étudie au St Catharine's College de l'université de Cambridge, où il obtient un diplôme de licence en 1933. Il entame une carrière de banquier, devenant directeur à la banque marchande Singer & Friedlander dans la cité de Londres. Membre du Parti conservateur, en 1937 il est élu membre du Conseil du comté de Londres. En juillet 1939 il remporte une élection législative partielle dans la circonscription de Hythe, et entre à la Chambre des communes. Dans le même temps, officier dans la force de réserve de la Royal Navy, il participe à la Seconde Guerre mondiale,,.
En novembre 1940 il est affecté à l'escadron 806 du Fleet Air Arm, la force aérienne de la Royal Navy, à bord du porte-avions HMS Illustrious et avec le grade de lieutenant. À bord d'un avion de chasse Fairey Fulmar, il prend part à un combat aérien contre l'aviation allemande au-dessus de la Crète en mars 1941. Le 4 mai, il y abat un avion de chasse Junkers Ju 88 de la Luftwaffe. Les Allemands envahissent l'île peu après, et Rupert Brabner est évacué avec les autres forces alliées. De retour à Londres, il prononce enfin en juillet son premier discours au Parlement : dans le cadre du discours sur le budget, il exprime l'avis que, en l'absence de moyens supplémentaires, le Royaume-Uni devrait produire massivement des avions de chasse plutôt qu'un nombre réduit d'avions de chasse et de tanks à la fois. Il ne reprendra pas la parole à la Chambre des communes avant 1943, étant occupé sur le théâtre de la guerre,,.

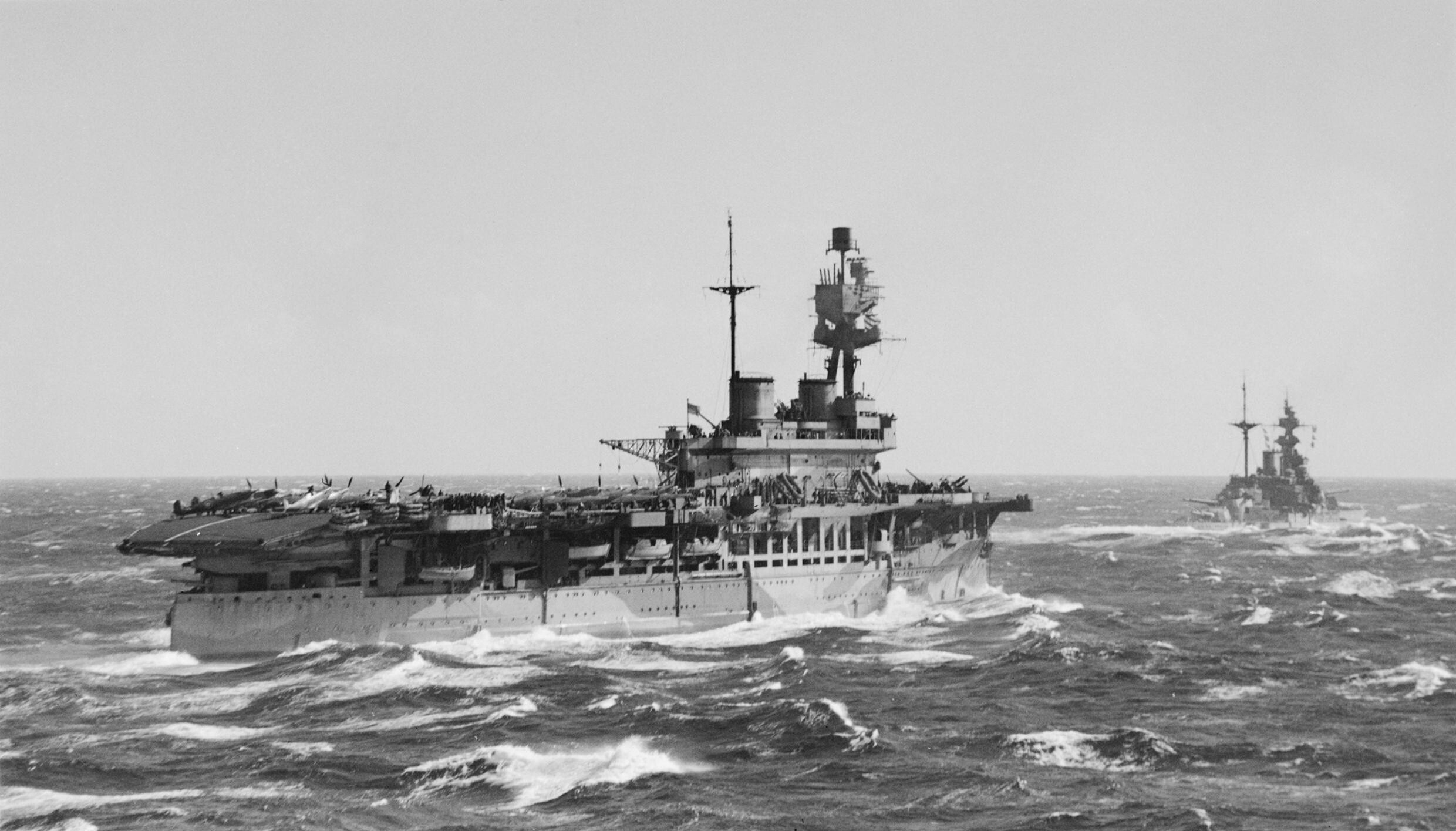
Le HMS Eagle en mars 1942.

En août 1941, promu lieutenant commander, il se voit confier le commandement de l'escadron 801, initialement à la base navale de Yeovilton dans le Somerset puis à bord du porte-avions HMS Eagle. Il participe à la défense de convois maritimes alliés en mer Méditerranée ; en juin 1942, durant l'opération Harpoon où il contribue à protéger le ravitaillement de Malte depuis son avion Sea Hurricane, il détruit deux avions ennemis, contribue à en détruire un troisième, en endommage et détruit probablement un quatrième, et contribue à endommager un cinquième. Il est décoré de l'ordre du Service distingué. En août il prend part à l'opération Pedestal, à nouveau pour protéger le ravitaillement de Malte. Le 10 août, le HMS Eagle est coulé par l'ennemi ; se trouvant en l'air à bord de son avion, Rupert Brabner poursuit les opérations puis se pose à bord du porte-avions HMS Victorious. Il détruit deux avions allemands durant l'opération Pedestal, et est décoré de la Croix du Service distingué. Ayant abattu ou contribué à abattre au moins six avions ennemis, il est officiellement un as de l'aviation,.
Fin 1942 il est affecté à l'équipe du vice-amiral Sir Clement Moody. En 1943 il est fait commandant et nommé assistant technique auprès du vice-amiral Sir Denis Boyd, le responsable de l'aéronautique navale au Conseil de l'Amirauté. En novembre 1943 lui est conféré l'honneur d'inaugurer le débat à la Chambre des communes sur le discours du Trône, le débat qui ouvre la nouvelle session parlementaire. Il saisit cette occasion pour insister sur la nécessité de pourvoir aux soldats, après la guerre, les opportunités nécessaires à leur réintégration dans le monde du travail civil. Il se marie en 1944 et en novembre de cette année il est nommé sous-secrétaire d'État à l'Air, c'est-à-dire adjoint au secrétaire d'État à l'Air, Sir Archibald Sinclair, le ministre responsable de la Royal Air Force,.
Il meurt en mars 1945, à l'âge de 33 ans, lorsque l'avion Consolidated B-24 Liberator au bord duquel il accompagne le maréchal Sir Peter Drummond vers le Canada s'écrase en mer au large des Açores. Son corps n'est jamais retrouvé. Il est commémoré sur un mémorial à Gosport, sur la côte sud de l'Angleterre, et est l'un des cinquante-six parlementaires britanniques morts à la Seconde Guerre mondiale et commémorés par un vitrail au palais de Westminster,,,.